# Vladislav Parshikov
Vladislav Igorevich Parshikov (tiếng Nga: Владислав Игоревич Паршиков; sinh ngày 19 tháng 2 năm 1996) là một cầu thủ bóng đá người Nga thi đấu cho FC Chertanovo Moskva.

## Sự nghiệp câu lạc bộ
Anh ra mắt chuyên nghiệp tại Giải bóng đá chuyên nghiệp quốc gia Nga cho FC Chertanovo Moskva vào ngày 14 tháng 7 năm 2014 trong trận đấu với FC Metallurg Lipetsk.

## Quốc tế
Anh giành chức vô địch Giải vô địch bóng đá U-17 châu Âu 2013 cùng với Nga.